# GG Allin
Kevin Michael "GG" Allin (născut Jesus Christ Allin, 19 august 1956 - 28 iunie 1993) a fost un cântăreț, cantautor și muzician american de muzică punk care pe parcursul carierei a cântat și a înregistrat cu mai multe trupe. 
GG Allin a rămas cunoscut datorită concertelor sale notorii ce includeau adesea gesturi duse la extrem ale artistului cum ar fi automutilarea, coprofagia și atacuri asupra persoanelor din public, pentru care a fost arestat de multiple ori. Site-ul AllMusic și documentarul That's Though realizat de G4TV l-au numit pe Allin nu numai "cel mai spectaculos degenerat din istoria muzicii rock & roll", dar și "cel mai dur star rock din lume", respectiv. A murit în 28 iunie 1993 din cauza unei supradoze accidentale de heroină.

## Discografie
Albume
- Always Was, Is and Always Shall Be (1980)
- E.M.F. (1984)
- You'll Never Tame Me (1985)
- You Give Love a Bad Name (1987)
- Freaks, Faggots, Drunks and Junkies (1988)
- The Suicide Sessions (1989)
- Murder Junkies (1991)
- Brutality and Bloodshed for All (1993)